# Kolmperä (Espoo)
Kolmperä est un quartier de la ville d'Espoo en Finlande.

## Description
Ses quartiers voisins sont Espoonkartano, Karhusuo, Gumböle, Nupuri, Siikajärvi, Vanha-Nuuksio et Ämmässuo.